# Dolichopeza (Dolichopeza) wuda
Dolichopeza (Dolichopeza) wuda is een tweevleugelige uit de familie langpootmuggen (Tipulidae). De soort komt voor in het Australaziatisch gebied.